# Caligula (Camus)
Caligula ist ein Drama des französischen Schriftstellers und Philosophen Albert Camus über den gleichnamigen römischen Kaiser.

## Entstehung
Camus begann 1938, nachdem er De vita Caesarum von Sueton gelesen hatte, mit der Arbeit an Caligula und beendete eine erste Fassung des Stücks 1939. Wie er in seinem Vorwort zur deutschsprachigen Erstausgabe von 1959 schreibt, wollte er das Stück in seinem kleinen Theater in Algier aufführen lassen und ursprünglich selbst die Titelrolle spielen. Der Krieg führte dazu, dass Caligula erst im Mai 1944 bei Gallimard verlegt wurde. 1945 wurde es im Théâtre Hébertot in Paris mit Gérard Philipe, Michel Bouquet und Georges Vitaly unter der Regie von Paul Œttly uraufgeführt.

## Inhalt
Das Theaterstück gliedert sich in vier Akte. Der zunächst als harmlos geschilderte junge Kaiser wird über den Tod seiner Schwester und Geliebten Drusilla des schlechten Laufs der Welt gewahr („Die Menschen sterben und sie sind nicht glücklich“) und beschließt daraufhin, nach dem Unmöglichen zu streben. Mit dem Ziel, alle Werte umzukehren und zu nivellieren, nutzt er seine Freiheit und Macht vollends und mit mörderischer Konsequenz aus. Schließlich wird ihm sein Irrtum bewusst und er fördert seine eigene Ermordung.

## Rezeption
Caligula wird häufig in Bezug auf Camus’ Philosophie des Absurden als philosophisches Stück bezeichnet und vor diesem Hintergrund interpretiert. Camus selbst distanziert sich jedoch in seinem Vorwort zur deutschsprachigen Erstausgabe von dieser Lesart:

„Caligula ist also eine Tragödie der Erkenntnis. Und daraus wurde mit schöner Selbstverständlichkeit der Schluss gezogen, es handle sich um ein intellektuelles Drama. [...] ich suche umsonst nach der in diesen vier Akten angeblich zum Ausdruck kommenden Philosophie.“

Den einzigen Anflug einer Philosophie vermag Camus in dem zitierten Satz „Die Menschen sterben und sie sind nicht glücklich“ zu sehen. Dies allerdings sei „eine der ganzen Menschheit vertraute Binsenweisheit“.

## Ausgaben
- In: Dramen, ins Deutsche übertragen von Guido G. Meister, Rowohlt Verlag, Hamburg 1959.